# Ernst Julius Walch
Ernst Julius Walch (* 28. August 1751 in Salzungen; † 15. Mai 1825 ebenda) war ein deutscher evangelischer Geistlicher und Pädagoge.

## Leben

### Familie
Ernst Julius Walch war der Sohn des Handschuhmachers Jakob Friedrich Walch († 1786) und dessen Ehefrau Dorothea Regina (geb. Stieler) aus Oepfershausen. Sein Bruder war der Superintendent Johannes Walch.
Ernst Julius Walch heiratete 1782 Johanna Margaretha, Tochter des Kirchenpropstes und Oberbürgermeisters von Meiningen, Georg Anton Deeken (1726–1808). Gemeinsam hatten sie drei Söhne und sechs Töchter, von denen ihn aber nur ein Sohn und vier Töchter überlebten.

### Ausbildung
Er besuchte die Stadtschule in Salzungen und hatte Unterricht bei den Lehrern Johann Gottlieb Leonhard Dahlhost, Lorey, Rose, Diener und Johann Christoph Silchmüller (1694–1771).
Nach dem Schulbesuch erlernte er das Handwerk seines Vaters und wurde ebenfalls Handschuhmacher. Aufgrund seiner intellektuellen Fähigkeiten und der Abstammung väterlicherseits, der aus einer Gelehrtenfamilie kam, erhielt er die Möglichkeit, zu studieren. Zur Vorbereitung brachte ihn sein Vater dazu auf das Lyzeum nach Meiningen (heute: Henfling-Gymnasium); dort erhielt er 1768 den Henflingischen Freitisch. Er bekam Unterricht bei Georg Kaspar Hopf (1727–1803), späterer Superintendent in Meiningen, Johann Adam Emmrich (1734–1796) und Johann Christian Volkhart (1740–1823), späterer Superintendent in Schalkau. Aufgrund einer Krankheit seines Vaters, war dieser nicht in der Lage, ihm den Lebensunterhalt in Meiningen zu bestreiten, sodass Ernst Julius Walch während der Ferienzeiten Handschuhmacherarbeiten in Salzungen tätigen musste.
Er hielt zwar am 3. Oktober 1770 seine öffentliche Abschiedsrede auxiliis et impedimentis cognitionis philosophicae in lateinischer Sprache, konnte jedoch aus Geldmangel Meiningen noch nicht verlassen, sodass er am 13. März 1771 zur Gedächtnisfeier von Johann Ernst Henfling die Rede de studiis summorum principum personis non indignis hielt.
Am 17. April 1771 immatrikulierte er sich an der Universität Jena und wohnte dort mit einem Freund beim Kirchenrat Johann Georg Walch, dessen Bibliothek er beaufsichtigte und dessen Korrespondenz er führte. Während seines Theologiestudiums hörte er unter anderem theologische Vorlesungen bei Ernst Jakob Danovius, dessen früher Tod ihn später außerordentlich erschütterte, Vorlesungen in Logik, Metaphysik und philosophische Moral bei Justus Christian Hennings, Naturrecht bei Johann August Heinrich Ulrich, Staatengeschichte und kanonisches Recht bei Johann Ludwig Schmidt, reine Mathematik, Physik und Algebra bei Johann Ernst Basilius Wiedeburg, angewandte Mathematik bei Lorenz Johann Daniel Suckow, ferner hörte er noch außer Homiletik, Katechetik und Hebräische Syntax bei Christian Wilhelm Oemler (1728–1802), Johann Ernst Faber (1745–1774) und Schmidt sowie Vorlesungen über Archäologie, Naturgeschichte und Botanik bei Wolf und Christian Gottfried Gruner.
Während seines Studiums, das durch fünf Stipendien unterstützt wurde, ernannte ihn die lateinischen Gesellschaft zu ihrem Mitglied, deren Bibliothekar und zweiter Sekretär er später wurde; dazu korrigierte er die Jenaische Gelehrte Zeitung und erstellte deren gelehrte Berichte.
1773 beendete er das Studium und bestand das Theologische Examen, worauf er in die Zahl der Meiningischen Kandidaten für das Pfarramt aufgenommen wurde.

### Wirken als Lehrer und als Geistlicher
Am 1. November 1774 trat er die Stelle des Hofmeisters der Kinder des Hauptmanns und späteren Generalleutnants Friedrich Konrad Wolff von Todenrath (1735–1809) in der Nähe von Salzungen an. Jedoch bereits am 1. Januar 1775 erhielt er von seinem ehemaligen Lehrer Johann Christian Volkhart, dem er in der Vergangenheit bereits zugesagt hatte, den Auftrag, für die Freimaurerergesellschaft Charlotte zu den drei Nelken aus Meiningen, in die Oberlausitz zu reisen, um die dortigen Schulen zu studieren und deren Lehrmethoden kennenzulernen, um diese für Meiningen übernehmen zu können.
Bevor er jedoch abreisen konnte, musste er noch, anlässlich des Meininger Landtags, am 3. Epiphanias 1775 in der Schlosskirche predigen, weil man seine Predigertalente kennenlernen wollte.
Am 11. Februar 1775 reiste er von Meiningen nach Leipzig und machte sich dort mit den Professoren Johann Georg Eck, Johann August Ernesti, Christian August Crusius und weiteren bekannt und besuchte die örtlichen Schulen, von denen ihn die Hohenthalsche Frey- und Armenschulea, die 1774 durch Peter Graf von Hohenthal-Königsbrück vor der Hallischen Pforte für 60 Kinder errichtet worden war, am meisten interessierte. Von dort reiste er weiter nach Dresden und lernte Philipp Daniel Lippert kennen, der für seine Daktyliothek berühmt war, sowie die Lehrer an der Armen- und Freimaurerschule in der Friedrichstadt, die er fünf Tage lang täglich besuchte.
Von Dresden aus reiste er weiter nach Bautzen und Teichnitz, dort besuchte er das Gut des Konsistorialpräsidenten von Hohenthal, das ihm empfohlen worden war, und lernte die Schulen auf den Gütern kennen; unentgeltlich wurden ihm hierbei die Schulbücher überlassen. In Lautitz hielt er sich fünf Tage beim Stiftsverweser von Gersdorff auf, der ihm die Schulen von Radmeritz, Tauchritz, Ober- und Niederlinde und in Markersdorf zeigen ließ; darauf reiste er mit diesem gemeinsam nach Görlitz ins Stift Joachimstein und kam dort am 3. März 1775 an; von dort besuchte er die Schule von Johann Gottlieb Abraham Frenzel in Radmeritz sowie in Herrnhut.
Nachdem er sich fast vier Monate in der Lausitz aufgehalten hatte, reiste er am 12. Juni 1775 weiter nach Halle, besuchte das dortige Waisenhaus und machte die Bekanntschaft mit Johann Salomo Semler, Johann August Nösselt, Johann Friedrich Gruner und Johann Jakob Griesbach.
Nach seiner Rückkehr nach Meiningen erhielt er den Auftrag, einen Entwurf vorzulegen, in dem er eine Verbesserung der Landschulen darlegen sollte; zuvor musste er noch eine Schule gründen, die anfangs nur adelige Kinder aufnahm und zu denen später noch bürgerliche Schüler kamen; hierbei erhielt er Unterstützung von den Geheimräten Adolf Gottlieb von Eyben, der auch die Freimaurerloge Charlotte zu den drei Nelken mitgegründet hatte, und Otto Philipp von Türcke (1728–1797). Er hielt an dieser Schule auch öffentlich Prüfungen ab und lud hierzu die örtliche Bevölkerung ein. Einer der Teilnehmer an einer solchen Prüfung war auch der damalige Herzog Ferdinand von Braunschweig, der ihn ab dieser Zeit auch finanziell unterstützte. Nachdem die Schule betrieben wurde, begann er eines der ersten Schullehrerseminare einzurichten, das am 14. Mai 1776 eingeweiht wurde. Er war deren erster Rektor, der zugleich auch das Amt des ersten Lehrers mit dem Titel eines Katecheten und dem Rang eines Landgeistlichen erhielt. Weil für das Lehrerseminar eine Hilfs- und Übungsschule benötigt wurde, richtete er diese sogleich ein, und die ersten 14 armen Knaben, die er aufnahm, wurden von der Freimaurerloge eingekleidet und verköstigt; nachdem die Schule später geschlossen wurde, richtete er eine Schule für die Kinder der Hofbediensteten ein.
Am 7. Mai 1780 wurde er, zu seinem Amt als Lehrer, Waisenhauspfarrer; dies führte nicht nur zu einer Aufbesserung seiner Besoldung, sondern nun erhielt er auch die Möglichkeit, die Räume des Waisenhauses zu nutzen, sodass die Schule und das Lehrerseminar dort untergebracht werden konnten, und der Unterricht nicht mehr in einem Privathaus stattfinden musste.
Er erhielt auch häufig Besuch in seiner Wohnung vom Herzog Karl, dessen Lieblingsprediger er war, und der ihn auch intensiv unterstützte und mit dem er auch viel im liturgischen Fach zusammenarbeitete.
1786 wurde er zum Adjunkten ernannt und erhielt 1788 die Expektanz auf die Superintendentur in Salzungen, dessen Amt er am 2. Juni 1793 antrat und das er bis zu seinem Tod ausübte.
Er wurde auf dem Friedhof der Husenkirche bestattet.

### Schriftstellerisches Wirken
Ernst Julius Walch führte die Kirchenbücher der Stadt Salzungen sowie das Seelenregister und veröffentlichte historische, statistische und geographische Beschreibungen zum herzoglichen Haus und Land; ein Manuskript, das sich mit der Beschreibung des Salzwerkes in Salzungen beschäftigte, wurde nach seinem Tod von der Pfännerei gekauft. Weiter veröffentlichte er verschiedene Gebete und Predigten nicht nur in Buchform, sondern auch in Beyers Predigermagazin. Weiterhin publizierte er verschiedene Aufsätze im Allgemeinen Anzeiger der Deutschen und in der Nationalzeitung der Deutschen und in den Meiningischen Taschenbüchern; dazu schrieb er für den 8. Jahrgang des Neuen Nekrologs der Deutschen. Er sammelte auch umfangreich Informationen und Nachrichten um die Schrift Kirchen und Schulen-Staat des Fürstenthums Henneberg Alter und Mitlerer Zeiten von Johann Michael Weinrich (1683–1727) zu bearbeiten und fortzusetzen, kam dann jedoch nicht mehr zur Ausführung seines Vorhabens.

## Mitgliedschaften
- Ernst Julius Walch wurde 1815 zum Ehrenmitglied der mineralogischen Gesellschaft Societät für die gesammte Mineralogie zu Jena[5], die 1797 gegründet worden war.

## Schriften (Auswahl)
- Predigt über das sonntägliche vormittägliche Kirchengebet am Sonntage Rogate in der Waisenhauskirche zu Meiningen. Meiningen 1782.
- Beschreibung des Landschullehrer-Seminarii zu Meiningen nebst den dazu gehörenden Belegen. Meiningen, 1793. (Handschrift)[6]
- Neue Gebete zum Gebrauch in den sonntäglichen Salzwerks-Betstunden. Meiningen: Hartmann, 1804
- Historische, statistische, geographische und topographische Beschreibung der königlich- und herzoglich-sächsischen Häuser und Lande überhaupt und des Sachsen-Coburg-Meiningischen Hauses und dessen Lande insonderheit. Nürnberg: Schneider & Weigel, 1811.